# M'Semrir
M'Semrir  (in arabo امسمرير‎?) è un centro abitato e comune rurale del Marocco situato nella provincia di Tinghir, regione di Drâa-Tafilalet. Conta una popolazione di 8 866 abitanti (censimento 2014).